# Service de place
 (juin 2023).
Si vous disposez d'ouvrages ou d'articles de référence ou si vous connaissez des sites web de qualité traitant du thème abordé ici, merci de compléter l'article en donnant les références utiles à sa vérifiabilité et en les liant à la section « Notes et références ».
Le service de place concerne la défense d'une place de guerre et l'entretien des troupes qui la garnissent.
L'expression vient de l'Ancien régime et visait les fonctions assurées par le gouverneur d'une forteresse royale ou d'une place de guerre, notamment pour la défense de celle-ci. Il était dès lors distinct du service en campagne et du service de siège.
Avec le temps on distingua dans le service de place la défense de place, le service de garnison et le service de santé de ville. En fait l'officier commandait un ensemble de troupes d'active (régiment de garnison), de services et de moyens.
Il était également chargé de la discipline et de la sureté militaire, de la Prévôté et de la prison mais aussi des cérémonies et honneurs funèbres. Il était connu sous le titre de commandant d'armes. Dans les forteresses importantes ce pouvait être un officier général. 
Le décret du 7 octobre 1909 présente, pour la France, un panorama des aspects de ce service qui, dans les armées contemporaines, a perdu sa justification principale.